# Branderijen aan de Noordvestsingel

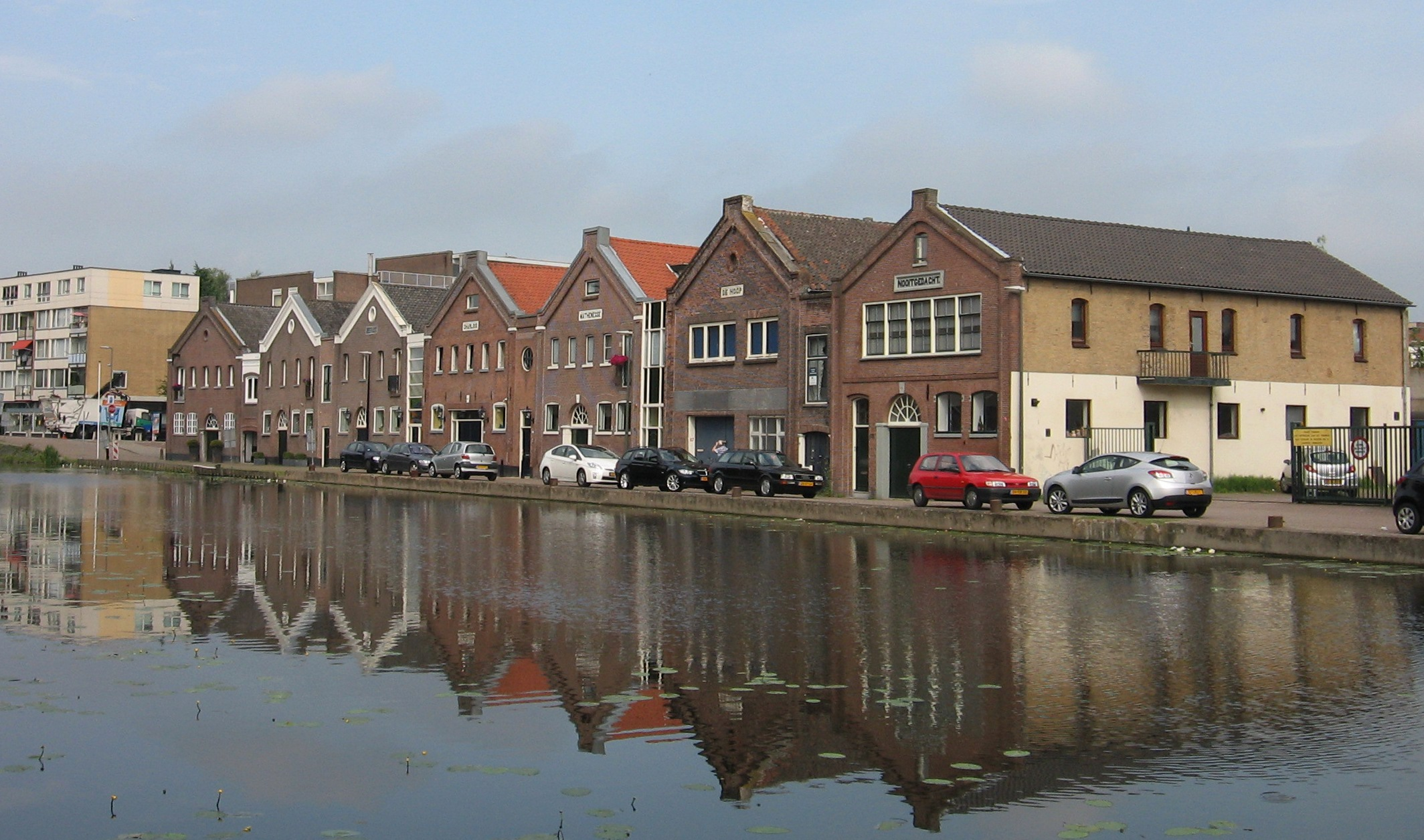
Noordvestsingel met branderijen

Aan de Schiedamse Noordvestsingel zijn een tiental karakteristieke Schiedamse branderijen bewaard gebleven met de status van rijksmonument. De geschiedenis van Schiedam is eeuwenlang bepaald door de aanwezigheid van moutwijnbranderijen en jeneverstokerijen, waarvan deze rij bewaarde panden een fraai voorbeeld is.

## Ligging
De branderijen zijn gesitueerd aan de in 1350 gegraven Noordvest en maken deel uit van een hele rij branderijen die in de jaren zeventig van de 19e eeuw op deze locatie zijn gebouwd. De branderijen stonden in oorspronkelijke opzet, waarschijnlijk in verband met brandgevaar, aan de beide zijden vrij. Aan de overzijde van de voormalige branderijen aan het Noordvest staat Molen De Noord.

## Kenmerken
Karakteristiek voor de branderijen is de asymmetrische gevelindeling die het gevolg is van de opstelling op de begane grond van de brede beslagbakken aan één zijde van de branderij en de ketelapparatuur aan de andere zijde. Op de eerste verdieping bevond zich oorspronkelijk aan de linkerkant een deur waardoor, via een ladder, de zakken grondstoffen naar binnen werden gedragen door de zakkendragers.

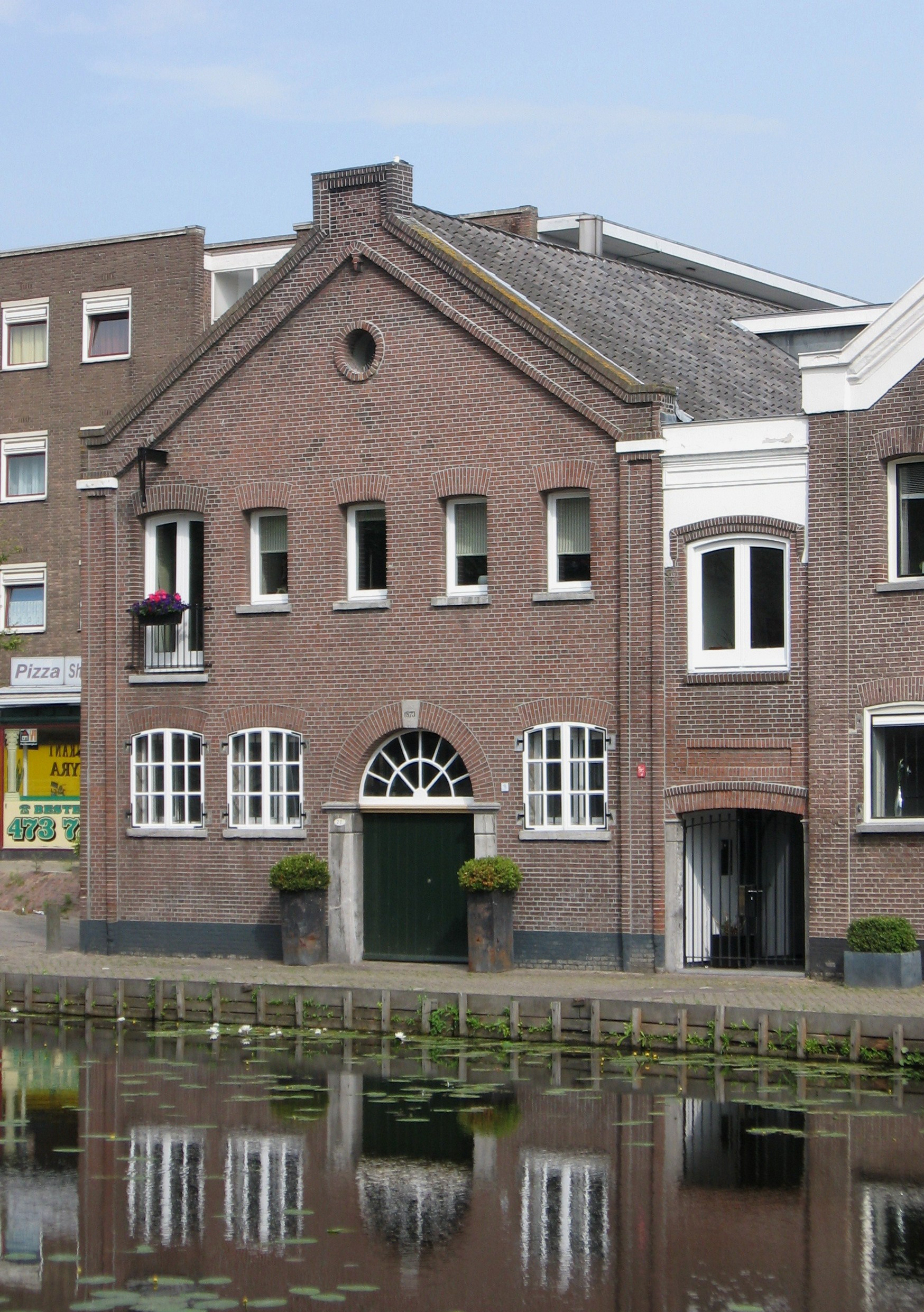
Naamloos (nummer 77)
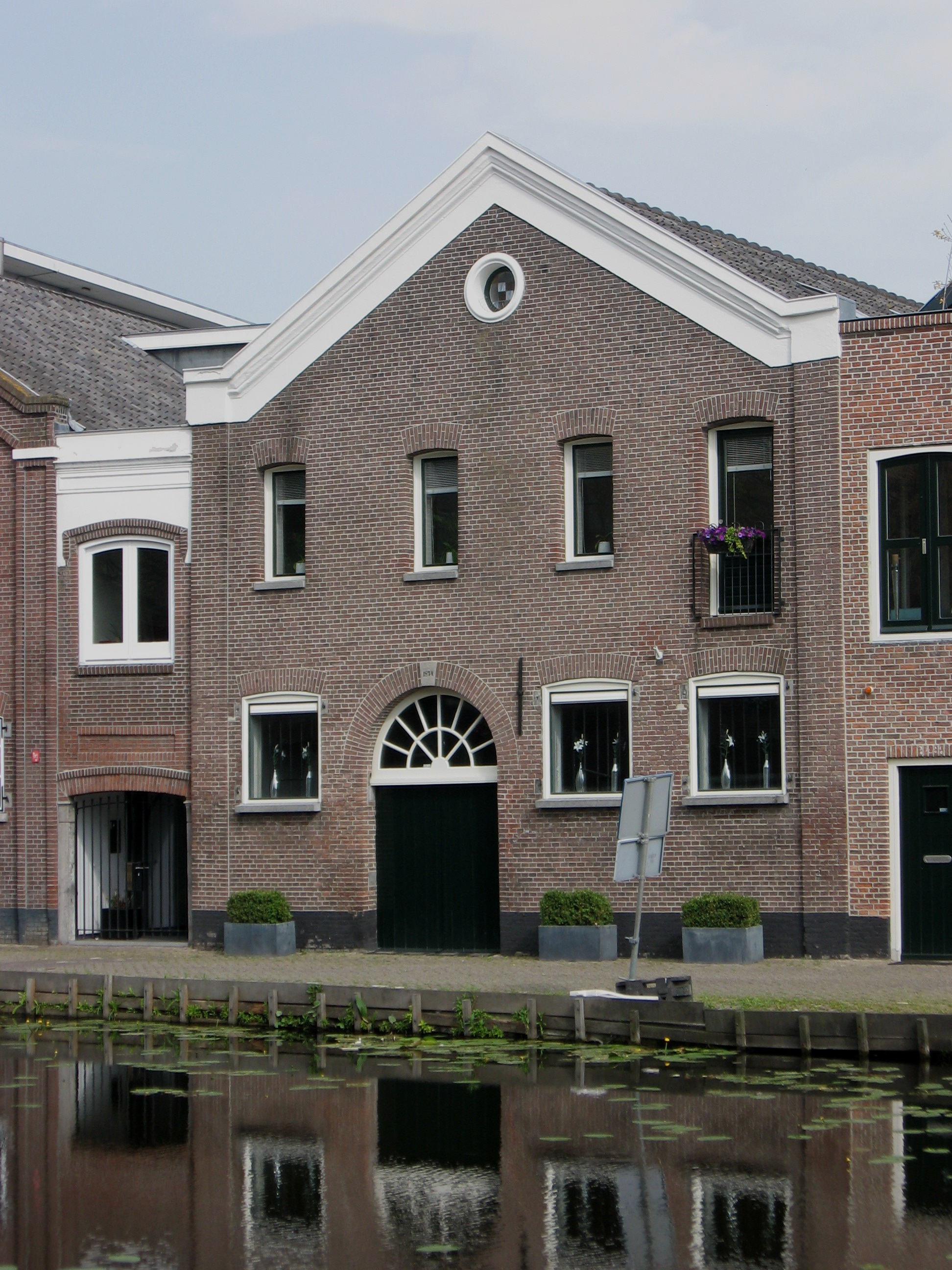
Naamloos (nummer 79)
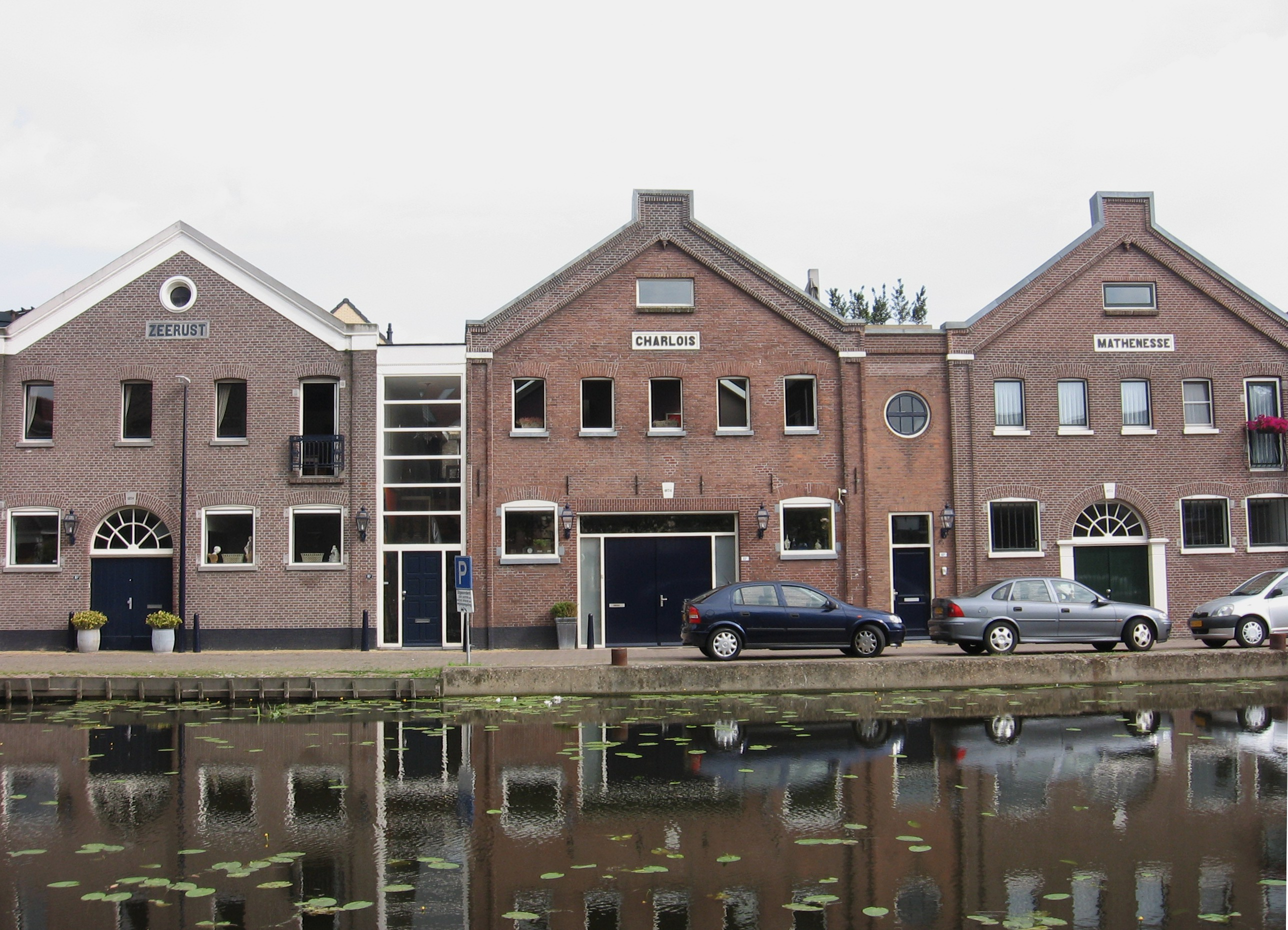
Zeerust, Charlois en Mathenesse
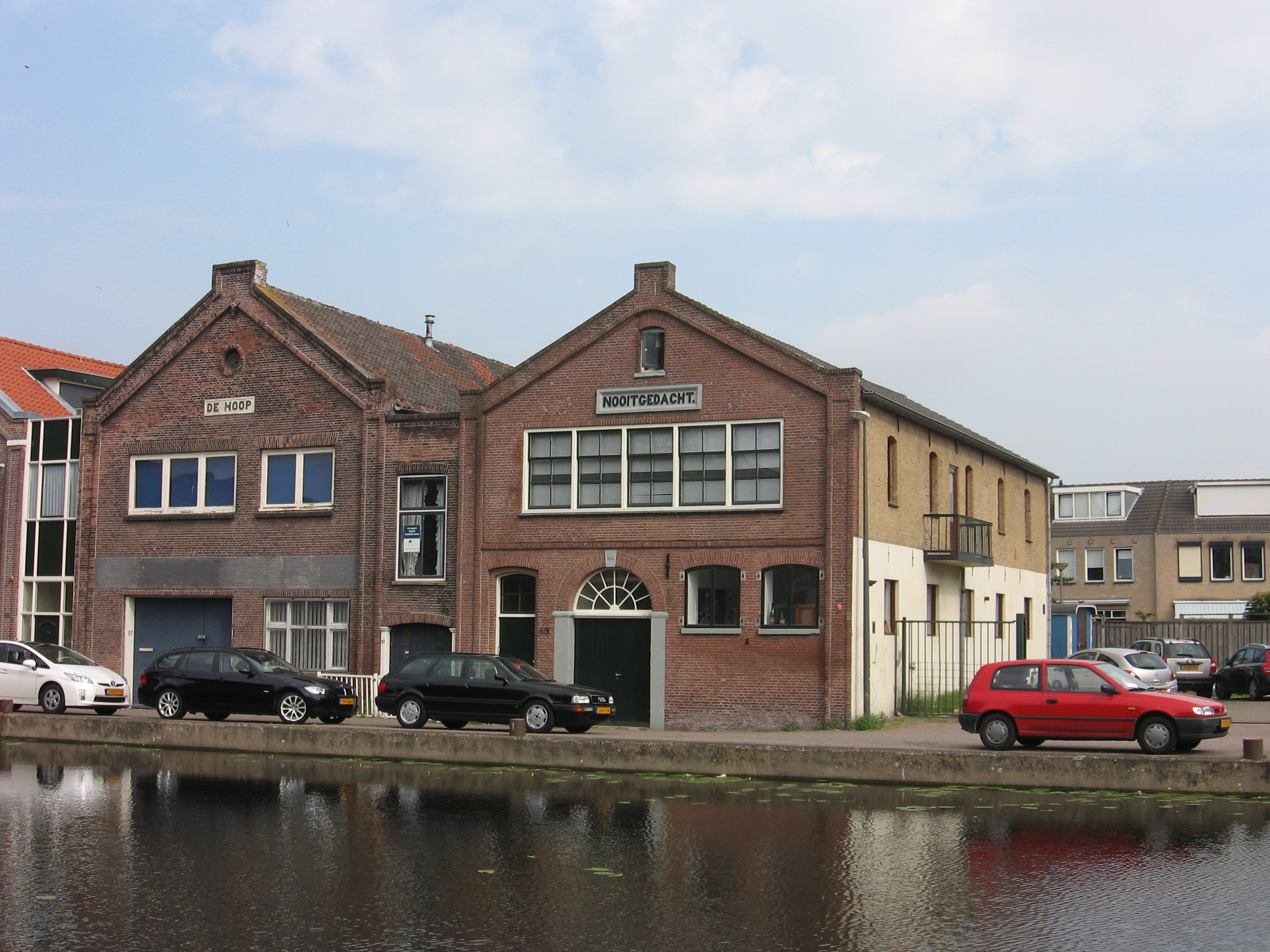
De Hoop en Nooitgedacht
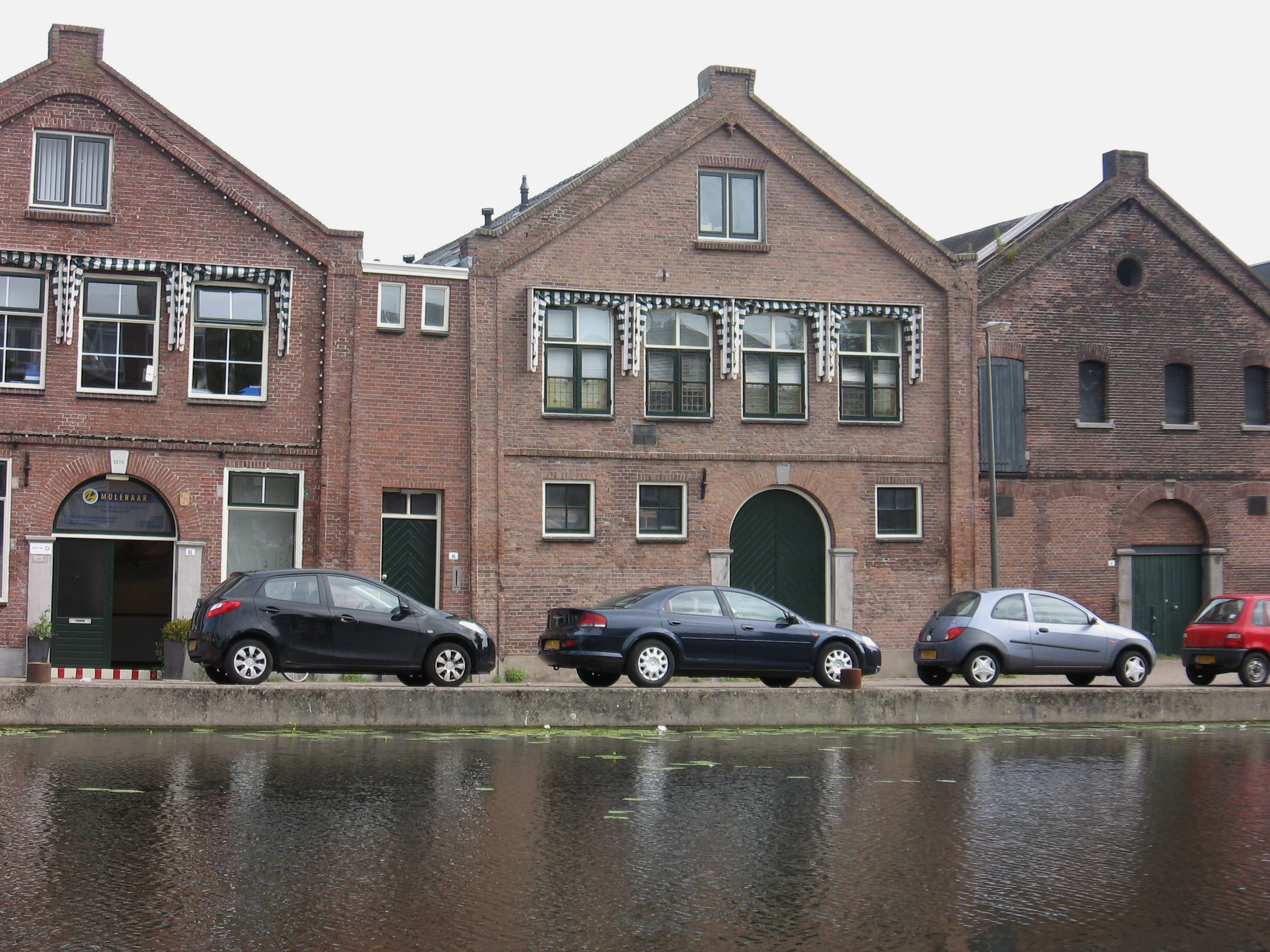
Naamloos (nummers 93,95,97)